# 仲野由真
仲野 由真（なかの ゆま、1993年10月28日 - ）は、日本の女子バスケットボール選手である。山形県出身。アイシン ウィングス所属。ポジションはCF。

## 人物
山形商業高校で国体・ウィンターカップ準優勝。
2012年、アイシンに入社。

## 経歴
- 山形商業高 - アイシン（2012年〜）